# Кок, Ричард
Ричард Кок (англ. Richard Coke; 13 марта 1829, Уильямсберг — 14 мая 1897, Уэйко) — сенатор США в 1877—1895 годах, 15-й губернатор штата Техас, член демократической партии. Американский юрист, фермер и государственный деятель из Уэйко, штат Техас. Его дядя — конгрессмен Ричард Кок-младший.

## Биография
Кок родился в Уильямсберге, штат Виргиния, в семье Джона и Элизы (в девичестве Хэнкинс) Кок. В 1848 году он окончил колледж Вильгельма и Марии со степенью юриста.
В 1850 году Кок переехал в Техас и открыл юридическую практику в Уэйко. В 1852 году он женился на Марии Хорн. У них родились четверо детей, но все они умерли в возрасте до 30 лет.
В 1861 году Кок был делегатом съезда по отделению Техаса в Остине и добровольцем вступил в армию Конфедерации. В 1862 году он собрал отряд, который вошёл в состав 15-го пехотного полка Техаса, и служил в звании капитана до окончания гражданской войны. 3 ноября 1863 года он был ранен в сражении, известном как «Бой в дельте реки Бурбо» (Bayou Bourbeau), около Opelousas, штат Луизиана. После войны Кок вернулся домой в Уэйко.
В 1865 году Кок был назначен окружным судьёй, а в 1866 году был избран членом Верховного суда Техаса. Однако в следующем году военный губернатор, генерал Филип Шеридан, сместил его за «создание препятствий на пути реконструкции Юга».
В 1873 году Кок был избран губернатором штата Техас от Демократической партии, и вступил в должность в 1874 году. Его деятельность на этом посту была отмечена активными действиями по сбалансированию бюджета, а также принятием в 1876 году новой Конституции штата. Он также сыграл важную роль в создании сельскохозяйственного и технического университета штата Техас (Texas A&M University).
Кок покинул пост губернатора в декабре 1876 года, после своего избрания в Сенат США. Он был переизбран в сенат 1882 и 1888 годах, а в 1894 году не стал переизбираться и вернулся в Уэйко. После борьбы с разливом реки Бразос в апреле 1897 года Кок заболел. После непродолжительной болезни он умер в своём доме в Уэйко и был похоронен на кладбище Оквуд. В его честь назван округ в Западном Техасе.